# Alanson (Name)
Alanson ist ein englischer  Familienname und ein männlicher Vorname.

## Namensträger

### Familienname
- Craig Alanson (* 1962), US-amerikanischer Schriftsteller
- Mazhar Alanson (* 1950), türkischer Musiker und Schauspieler

### Vorname
- Alanson B. Houghton (1863–1941), US-amerikanischer Botschafter, Politiker und Diplomat
- Alanson M. Kimball (1827–1913),  US-amerikanischer Politiker